# Freeport (Kansas)
Freeport és una població dels Estats Units a l'estat de Kansas. Segons el cens del 2000 tenia 6 habitants.

## Demografia
Segons el cens del 2000, Freeport tenia 6 habitants, 3 habitatges, i 3 famílies. La densitat de població era de 12,2 habitants/km².
Per edats la població es repartia de la següent manera: un 0% tenia menys de 18 anys, un 0% entre 18 i 24, un 0% entre 25 i 44, un 33,3% de 45 a 60 i un 66,7% 65 anys o més.
L'edat mediana era de 66 anys. Per cada 100 dones de 18 o més anys hi havia 100 homes.
La renda mediana per habitatge era de 31.250 $ i la renda mediana per família de 31.250 $. Els homes tenien una renda mediana de 0 $ mentre que les dones 0 $. La renda per capita de la població era de 14.590 $. Cap de les famílies estaven per davall del llindar de pobresa.

## Poblacions més properes
El següent diagrama mostra les poblacions més properes.